# محمد مطیع
محمد مطیع (زادهٔ ۲۰ دی ۱۳۲۲ – درگذشتهٔ  ۲۹ اسفند ۱۳۹۷) بازیگر تئاتر، سینما و تلویزیون ایرانی بود.

## زندگی و فعالیت‌ها
محمد مطیع فارغ التحصیل کارشناسی تئاتر از دانشکده هنرهای دراماتیک بود. وی بازی در تئاتر را از سال ۱۳۴۶ و بازی در سینما را از سال ۱۳۵۱ با فیلم «رضا هفت خط» به کارگردانی «حسین ترابی» شروع کرد.
این بازیگر در دهه‌های ۵۰ و ۶۰ در آثار زیادی به ایفای نقش پرداخته‌است که از جمله آنها می‌توان به نمایش‌های «صیادان»، «پیش پرده»، «بازرس» و «سیرک باشکوه جهانی»، مجموعه‌های «هزاردستان»، «سلطان و شبان»، «امیرکبیر» و «کوچک جنگلی» و فیلم‌های «کلاغ»، «دایره مینا»، «بازداشتگاه»، «آوار»، «گردباد» و «روزهای انتظار» اشاره کرد.
مطیع که از وضعیت سیاسی حاکم بر کشور ناراضی بود در سال ۱۳۶۵ پس از بازی در فیلم «وکیل اول» به سوئد مهاجرت کرد. ابتدا در استکهلم و سپس در گوتِنبُرگ (یوتبری) اقامت گزید. اما پس از سال‌ها اقامت در سوئد در سال ۱۳۸۷ به ایران بازگشت و دگرباره به نقش‌آفرینی در تلویزیون و سینما پرداخت به گونه‌ای که در سال‌های پایانی عمر خود بین این دو کشور در حال رفت‌وآمد بود.

## مرگ
محمد مطیع در واپسین ساعات آخرین روز سال ۱۳۹۷ در خانه شخصی خود در شهر یوتبری سوئد درگذشت و در پنجشنبه ۲۲ فروردین در همین شهر به خاک سپرده شد.

## آثار

### سینما
- ۱۳۵۱ - رضا هفت خط در نقش ممل
- ۱۳۵۶ - کلاغ
- ۱۳۵۷ - دایره مینا
- ۱۳۵۷ - تکیه بر باد در نقش اسی
- ۱۳۵۹ - گفت هرسه نفرشان
- ۱۳۵۹ - آقای هیروگلیف
- ۱۳۵۹ - سلندر
- ۱۳۶۰ - رسول پسر ابوالقاسم[۵][۶]
- ۱۳۶۲ - بازداشتگاه
- ۱۳۶۴ - گردباد
- ۱۳۶۴ - آوار
- ۱۳۶۵ - وکیل اول
- ۱۳۶۵ - روزهای انتظار
- ۱۳۷۸ - تهران روزگار نو
- ۱۳۸۷ - تردید
- ۱۳۸۹ - قبرستان غیرانتفاعی

### تلویزیون
| سال       | نام                               | سمت           | کارگردان                | توضیحات |
| --------- | --------------------------------- | ------------- | ----------------------- | --- |
| ۱۳۹۲      | باغ سرهنگ                         | بازیگر        | فلورا سام               | در تقش «هاشم» (پدر خانواده)                                                                                         |
| ۱۳۹۲      | بچه‌های نسبتاً بد                   | بازیگر        | سیروس مقدم              | |
| ۱۳۹۲      | تله‌فیلم «رادیو آبادان»            | بازیگر        | حمیدرضا هنری            | |
| ۱۳۹۰–۱۳۹۱ | تله‌فیلم «ماجراهای عید من و بابام» | بازیگر        | بهادر اسدی              | |
| ۱۳۸۹      | تبریز در مه                       | بازیگر        | محمدرضا ورزی            | در نقش «میرزا ابوالقاسم فراهانی»                                                                                    |
| ۱۳۸۸      | ماه عسل                           | بازیگر        | شاهد احمدلو             | در نقش «منصور» |
| ۱۳۸۸      | سال‌های مشروطه                     | بازیگر        | محمدرضا ورزی            | در نقش «اتابک» |
| ۱۳۸۷      | تله‌فیلم «یک بام و دو هوا»         | بازیگر        | انوشیروان حداد          | |
| ۱۳۸۷      | عمارت فرنگی                       | بازیگر        | محمدرضا ورزی            | در نقش «اردشیر ریپورتر»                                                                                             |
| ۱۳۶۷      | زندگی و جنگ                       | بازیگر        | احمد نجیب‌زاده           | نویسنده: «احمد بهبهانی»                                                                                             |
| ۱۳۶۶      | این شرح بی‌نهایت                   | بازیگر        | اسماعیل خلج حمید حمزه   | کارگردان تلویزیونی: بیژن صمصامی و شهریار بدیعی                                                                      |
| ۱۳۵۸–۱۳۶۶ | هزاردستان                         | بازیگر        | علی حاتمی               | در نقش «غلام عمه»                                                                                                   |
| ۱۳۶۳–۱۳۶۶ | کوچک جنگلی                        | بازیگر        | بهروز افخمی             | در نقش «احسان الله خان»                                                                                             |
| ۱۳۶۵      | مجموعه عروسکی «بهار، بهار»        | کارگردان هنری | محمد مطیع               | در نوروز ۱۳۶۶ پخش شد. کارگردان عروسکی: کامبیز صمیمی‌مفخم                                                             |
| ۱۳۶۵      | قیمت صندل                         | بازیگر        | اسماعیل خلج             | |
| ۱۳۶۳–۱۳۶۴ | امیرکبیر                          | بازیگر        | سعید نیک‌پور             | در نقش «میرزا آقاخان نوری»                                                                                          |
| ۱۳۶۰–۱۳۶۳ | افسانهٔ سلطان و شبان               | بازیگر        | داریوش فرهنگ            | در نقش «وزیر اعظم»                                                                                                  |
| ۱۳۶۱–۱۳۶۲ | شاه‌شکار                           | بازیگر        | سعید نیک‌پور             | |
| ۱۳۵۹      | شاه‌دزد                            | بازیگر        | احمد نجیب‌زاده           | در بهمن ۱۳۵۹ از شبکه ۱ پخش شد.                                                                                      |
| ۱۳۵۹      | بهار در محله ما                   | بازیگر        | سعید نیک‌پور             | |
| ۱۳۵۸      | تله‌تئاتر «پهلوان و جراح»          | بازیگر        | سعید نیک‌پور             | نویسنده: هوشنگ مرادی کرمانی                                                                                         |
| ۱۳۵۷      | تله‌تئاتر «عفریته ماچین»           | بازیگر        | رضا میرلوحی             | در نقش «عفریته ماچین»                                                                                               |
| ۱۳۵۷      | دیوان بلخ                         | بازیگر        | منصور پورمند            | |
| ۱۳۵۶      | همه از یک خانواده                 | بازیگر        | منصور پورمند            | |
| ۱۳۵۶      | ارثیه ایرانی                      | بازیگر        | محمود محمدیوسف          | نویسنده: «اکبر رادی»                                                                                                |
| ۱۳۵۶      | مستنطق                            | بازیگر        | عباس جوانمرد شاپور قریب | نمایش داده نشد. |
| ؟         | تله تئاتر «ضد الکتریکی»           | بازیگر        | جمیله شیخی              | |
| ۱۳۵۲–۱۳۵۳ | گذر خلیل ده‌مرده                   | بازیگر        | محمود استادمحمد         | پخش این سریال از روز دوشنبه ششم خرداد ۱۳۵۳ به‌جای سریال «خانه به دوش» (مراد برقی) آغاز شد و در ۱۳ قسمت روی آنتن رفت. |
| ۱۳۵۲      | تله‌تئاتر «ببر گراز دندان»         | بازیگر        | پرویز ممنون             | |
| ۱۳۵۱      | تله‌تئاتر «دو در و یک نیمکت»       | بازیگر        | داریوش مؤدبیان          | |
| ۱۳۵۰      | تله‌تئاتر «در شاهراه»              | بازیگر        | ایرج راد                | بر اساس نمایشنامه‌ای از «آنتون چخوف»                                                                                 |
| ۱۳۵۰      | ایران در جنگ جهانی دوم            | بازیگر        | جعفر توکل               | «رفیع حالتی»، «فیروز بهجت‌محمدی» و «حسین گیل» هم در این مجموعه مستند تلویزیونی ۱۲ ساعته حضور داشتند.                 |